# Iphitus robertsi
Iphitus robertsi är en snäckart som beskrevs av Sabelli och Taviani 1997. Iphitus robertsi ingår i släktet Iphitus och familjen vindeltrappsnäckor. Inga underarter finns listade i Catalogue of Life.